# Frederic Gibernau Sust
Frederic Gibernau Sust (el Masnou, Maresme, 1858 - el Masnou, Maresme, 12 de maig de 1931) fou un capità de marina mercant català, alcalde del Masnou de 1910 a 1912.
Fill de Sebastià Gibernau Maristany, àlies Bià (el Masnou, 1816-1898), també capità de la marina mercant, i de Francesca Sust Andinyac. Era cunyat del pedagog Francesc Flos i Calcat. Es casà amb Teresa Maristany Maristany i tingué quatre fills: Frederic, Jaume, Francesc i Teresa. El seu fill Frederic Gibernau Maristany fou també alcalde del Masnou, de 1935 a 1936.
Aconseguí el títol de capità de marina mercant l'any 1893. L'any 1909 es presentà a les eleccions municipals al Masnou amb el Partit Liberal Conservador. Fou proclamat regidor i el gener de 1910, en la constitució de l'ajuntament, fou elegit alcalde del Masnou. Fou alcalde fins 1912, quan passà a ser regidor, càrrec que mantingué fins 1914. Posteriorment també fou jutge de pau i president del Casino del Masnou, l'any 1914.